# XVideos
XVideos è un sito web di video sharing libero e gratuito a contenuto pornografico. Nel novembre 2010 è risultato essere il sito pornografico più popolare al mondo, avendo temporaneamente superato Pornhub. Nel gennaio 2012 ha inoltre sorpassato il sito per adulti di Videochat dal vivo LiveJasmin.
Secondo la Alexa, nel 2014 era stabilmente posizionato tra i 50 siti più popolari di Internet (in 43ª posizione) ed era il 25° sito più visitato in Italia; all'inizio del 2012 aveva mediamente 350 milioni di visitatori mensili, fornendo all'incirca 29 petabyte di dati trasferiti ogni mese.
Dal 3 al 13 febbraio 2012 la pagina speciale di caricamento video è stata temporaneamente disattivata per consentire una revisione completa per la ricerca ed eliminazione di tutti quei contenuti che includessero anche minorenni, e che quindi avrebbero comportato la cancellazione del sito o il pagamento di un'ingente multa.

## Storia
Nasce nel 2007 in Francia dai fratelli Stephane Michael Pacaud e Deborah Malorie Pacaud, che controllano attraverso la società WGCZ anche il sito porno XNXX.
XVideos funge da aggregatore di contenuti pornografici, un sito Web che consente di accedere a contenuti per adulti in un modo simile a quello di YouTube per contenuti generali. I video clip sono mescolati con contenuti amatoriali e di altro tipo. Nel 2012 XVideos era il più grande sito Web porno al mondo, con oltre 100 miliardi di pagine visualizzate al mese. Fabian Thylmann, il proprietario di MindGeek, ha tentato di acquistare XVideos nel 2012 al fine di creare il monopolio dei siti pornografici. Il proprietario francese di XVideos ha rifiutato un'offerta dichiarata di oltre 120 milioni di $ dicendo "Mi dispiace, devo andare a giocare a Diablo II". Nel 2014, XVideos ha costretto i fornitori di contenuti a impegnarsi a rinunciare al diritto di eliminare i video dai loro account per un numero superiore a tre video al mese, impedendo così di fatto di rimuovere immediatamente i loro account. Ad oggi Xvideos rimane uno dei pochi fornitori di contenuti per adulti mainstream, rispetto alla diretta concorrenza (xHamster e Pornhub), a NON richiedere liberatorie per uso immagine, né documenti identificativi dei modelli, nemmeno per i fornitori di servizi a pagamento. 
Nel mese di aprile 2020, XVideos è stato oscurato in Italia dalla Polizia Postale per la diffusione di materiale pedopornografico, per poi essere successivamente riattivato entro la fine del mese

## Caratteristiche
I video possono ricevere un rating, attribuito da coloro che lo guardano; vi è una suddivisione in categorie, che possono spaziare da amatoriale ad anale, da gay a interrazziale, da lesbiche a masturbazione.
Gli utenti registrati, oltre che fare upload (al 2014 più di tremila al giorno), possono anche salvare i video preferiti, per una visione successiva. Lascia infine anche la possibilità di scaricare gratuitamente dei video visionati.

## Traffico Web e classifica

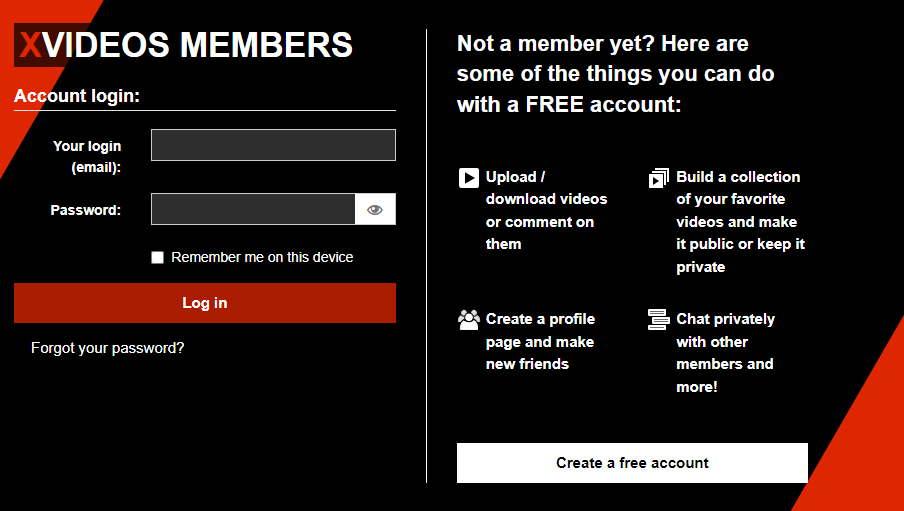
Schermata della pagina di accesso di Xvideos

A partire da dicembre 2018, XVideos è stato considerato il decimo sito Web più popolare al mondo da SimilarWeb nella categoria generale e 1° nella categoria per adulti.

## Censure

### India
Nel 2015 la società è stata presa di mira dal governo indiano in un elenco di 857 siti Web "pornografici", che includeva anche siti Web non pornografici come CollegeHumor. Nel 2018 i principali fornitori di servizi Internet hanno bloccato l'accesso a XVideos e ad altri siti porno.

### Libano
Nel 2014 il ministro delle telecomunicazioni libanese ha ordinato ai fornitori di servizi Internet di bloccare sei siti Web pornografici, tra cui XVideos.

### Malesia
Nel 2015 il governo malese ha proibito a XVideos di violare il Communications and Multimedia Act del 1998, che vieta la "distribuzione digitale" di "contenuti osceni".

### Filippine
Il 14 gennaio 2017, il presidente Rodrigo Duterte ha bloccato XVideos come parte del Republic Act 9775 o della legge sulla pornografia infantile.

### Venezuela
Il 14 giugno 2018, la società di telecomunicazioni e servizi Internet CANTV ha bloccato l'accesso al sito Web senza fornire alcuna dichiarazione al riguardo.

### Bangladesh
Il 19 febbraio 2019, il governo del Bangladesh ha bloccato l'accesso al sito insieme a 20.000 altri siti pornografici come parte della loro guerra anti-porno.